# Гоппель, Альфонс
Альфонс Го́ппель (нем. Alfons Goppel; 1 октября 1905, Райнхаузен — 24 декабря 1991, Йоханнесберг) — немецкий политик, член ХСС. В 1962—1978 годах занимал должность премьер-министра Баварии.

## Биография
Альфонс Гоппель — четвёртый из девяти детей в семье ремесленника. Старшая сестра Альфонса — мать архиепископа Аугсбурга Конрада Цдарзы. В 1916—1925 годах Гоппель учился в регенсбургской гимназии, затем в 1925—1929 годах изучал юриспруденцию в Мюнхене. Активно участвовал в католическом студенческом движении. Завершив образование, Гоппель начинал адвокатом в Регенсбурге. Политическую карьеру начал в 1930 году, вступив в Баварскую народную партию. В ноябре 1933 года Гоппель вступил в штурмовые отряды, а в 1937 году — в НСДАП. В 1937 году поступил добровольцем на службу в вермахт. Во Вторую мировую войну Гоппель воевал как на западном, так и на восточном фронтах. Закончил службу в звании старшего лейтенанта, преподавал в пехотной школе в Дёберице.
После войны Гоппель вступил в учреждённый Христианско-социальный союз. В 1947 году был избран ландратом в Ашаффенбурге, но не был утверждён в МВД Баварии ввиду его членства в НСДАП. В 1952 году Гоппель был избран вторым бургомистром города Ашаффенбурга, в 1954 году стал депутатом баварского ландтага и сохранял за собой мандат до 1978 года.
В 1957—1958 годах Альфонс Гоппель занимал должность штатс-секретаря министерства юстиции Баварии, до 1962 года занимал должность министра внутренних дел Баварии в правительствах Ханнса Зайделя и Ханса Эхарда. 11 декабря 1962 года был избран премьер-министром Баварии.
Гоппель возглавлял Баварию в течение 16 лет, 7 ноября 1978 года его сменил на посту премьер-министра Франц Йозеф Штраус. В 1979—1984 годах Гоппель являлся депутатом Европарламента.
Альфонс Гоппель был женат на Гертруде Гоппель, урождённой Виттенбринк. У них родилось шестеро сыновей, в том числе и баварский политик Томас Гоппель. Альфонс Гоппель похоронен на мюнхенском Лесном кладбище.

## Публикации
- Reden. Ausgewählte Manuskripte aus den Jahren 1958—1965. Echter-Verlag Würzburg, 1965.
- Bayern, Deutschland, Europa. Festschrift für Alfons Goppel. Hrsg. v. Ludwig Huber. Passavia-Verlag Passau, 1975.
- Das schönste Amt der Welt. Die bayerischen Ministerpräsidenten 1945—1993, München 1999, hrsg. vom Bayerischen Hauptstaatsarchiv